# Cirkuszvölgy

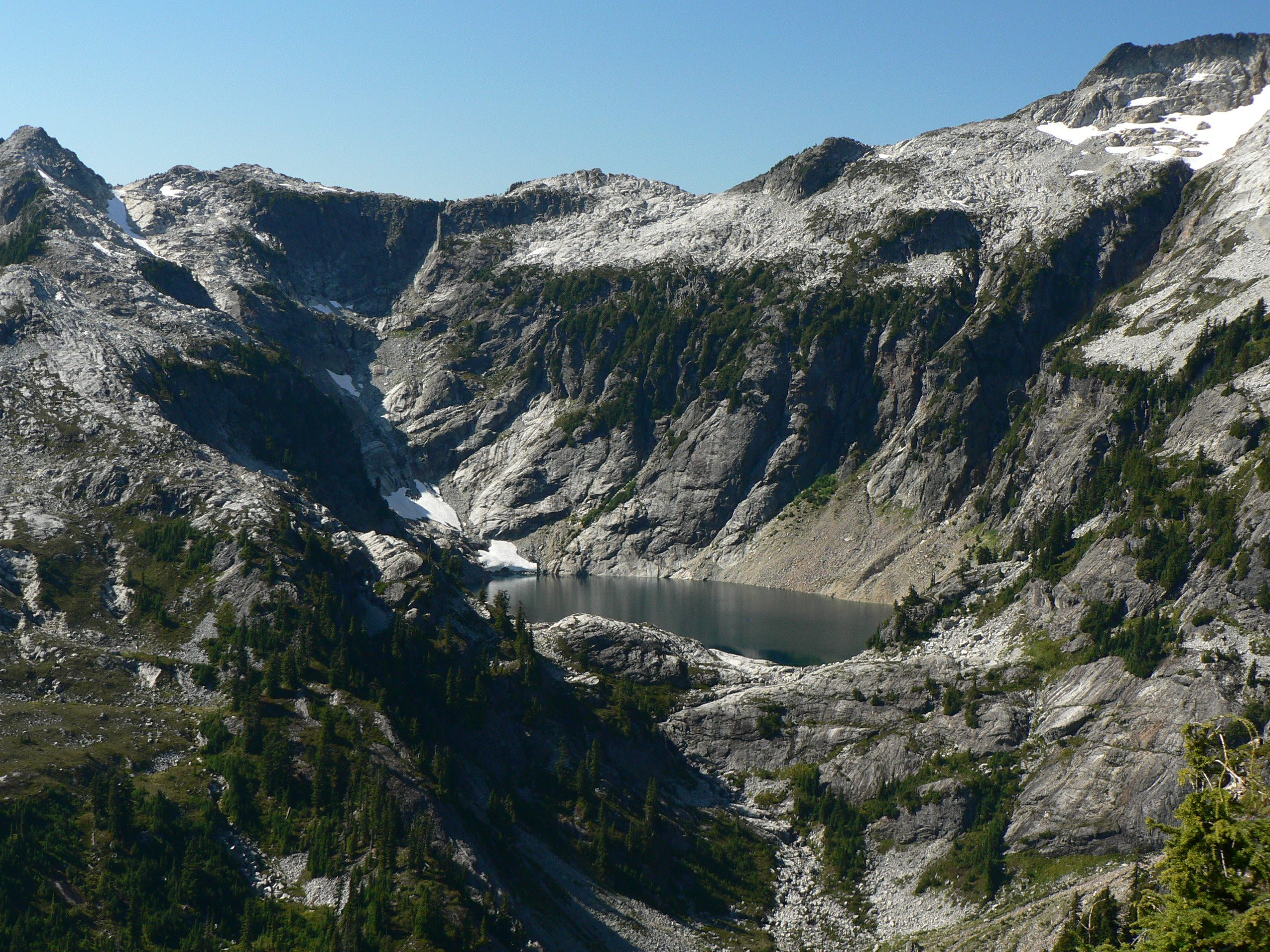
Az Upper Thornton Lake cirkuszvölgye

Cirkuszvölgy kialakulása

A cirkuszvölgy (más néven kárvölgy, kárfülke) olyan félkör alakú, amfiteátrumszerű völgy, amelyet magashegyi gleccser hozott létre. Feneke lapos, és három oldalról meredek falak határolják. Nagysága 100 métertől több kilométerig változhat. A völgy mélyedésében gyakran tengerszemek képződnek.

## Fordítás
Ez a szócikk részben vagy egészben a Kar (Talform) című német Wikipédia-szócikk fordításán alapul.  Az eredeti cikk szerkesztőit annak laptörténete sorolja fel. Ez a jelzés csupán a megfogalmazás eredetét és a szerzői jogokat jelzi, nem szolgál a cikkben szereplő információk forrásmegjelöléseként.